# بريابس
بريابس، (بالإنجليزية: Priapus)‏، أحد الآلهة الرومانية القديمة، ويعتبر من الالهة الصغيرة (عكس الالهة الأساسية التي تملك القوة، وتحكم الكون).
يعتقد في علم الأساطير الرومانية، أن «بريابس» هو حارس قطعان الماشية، وله تمثال عاري، يتميز عن غيره بكبر عضوه الذكري، ومنه اشتق اسم مرض (قساح) أو الانتصاب المرضي المؤلم الذي يتم مرضيا بدون رغبة جنسية ويستمر لوقت طويل ومن أسبابه مرض الأنيميا المنجلية والإصابة ببعض السموم. ليس لبريابس أهمية كبيرة في الديانة الرومانية المندثرة وإن ورد ذكره في بعض المراجع التاريخية.